# Dergachevsky (huyện)
Huyện Dergachevsky (tiếng Nga: ? райо́н) là một huyện hành chính tự quản (raion), của Tỉnh Saratov, Nga. Huyện có diện tích 4478 km², dân số thời điểm ngày 1 tháng 1 năm 2000 là 29000 người. Trung tâm của huyện đóng ở Dergachi.